# Феликс Магат
Волфганг-Феликс Магат (на немски: Wolfgang-Felix Magath), по-известен като Феликс Магат, е бивш германски футболист и настоящ треньор. Роден е на 26 юли 1953 в Зайлауф, близо до Ашафенбург. Баща му е пуерториканец, служещ по това време в американската армия в Ашафенбург. Като футболист Магат има три шампионски титли на Германия и има спечелени по една Купа на европейските шампиони и Купа на носителите на купи и става европейски шампион и два пъти световен вицешампион. Като треньор става по два пъти шампион и носител на Купата на Германия.

## Кариера като футболист
Феликс Магат започва да тренира футбол на седем години във ФфР Нилкхайм. По-късно минава и през юношеските формации на ТФ 60 Ашафенбург, преди да подпише договор с другия голям отбор от Ашафенбург – Виктория. През 1974 г. подписва със Саарбрюкен, който по това време играе във Втора Бундеслига. Там остава две години, като след това в продължение на десет години до 1986 г. се състезава за Хамбургер.
Престоят му там съвпада с най-успешните години за отбора. С Магат в състава си Хамбургер става три пъти шампион и три пъти вицешампион на Германия, печели КЕШ и КНК и играе финал за КЕШ и Купата на УЕФА. На финала за КНК през 1977 г. срещу Андерлехт той оформя крайния резултат (2:0), а през 1983 г., на финала за КЕШ срещу Ювентус вкарва единствения гол в мача.
За германския национален отбор Магат играе в периода април 1977 – юни 1986 и има 43 мача и три гола. През 1980 става европейски шампион на първенството в Италия, а през 1982 и 1986 – световен вицешампион.

## Кариера като треньор и мениджър
Феликс Магат е едва шестият човек, успявал да стане шампион на Бундеслигата и като играч и като треньор – останалите са Хелмут Бентхаус, Юп Хайнкес, Франц Бекенбауер, Матиас Замер и Томас Шааф.
След като приключва активната си състезателна кариера, Магат изпълнява длъжността мениджър в Хамбургер и Байер Юрдинген. По-късно е треньор на ФК Бремерхафен Хамбургер, 1. ФК Нюрнберг, Вердер Бремен и Айнтрахт Франкфурт. Печели славата на треньор, който успява да спаси застрашени от изпадане отбори. Известен е и с изключително тежките тренировки, които провежда, което му носи и прякора Квеликс (от Qual, мъчение, и Felix).
След това съчетава длъжностите на треньор и мениджър в Щутгарт. През 2003 г. извежда отбора до второто място в класирането и място в групите на Шампионската лига.
От сезон 2004/2005 тренира Байерн Мюнхен. С този отбор печели в две последователни години две шампионски титли и две купи на страната. На 31 януари 2007 е уволнен заради слабите игри на отбора в първенството и на негово място идва Отмар Хитцфелд.
На 15 юни 2007 Магат става треньор на Волфсбург. Освен това изпълнява длъжността директор по спортните въпроси и е отговорник за юношеските и детските формации на отбора.